# 超伊钦查干淖日
超伊钦查干淖日也作超伊钦查干诺尔、查干诺尔、东查干诺尔、阿拉坦水库、诺干湖，是位于中国内蒙古自治区呼伦贝尔市新巴尔虎左旗乌布尔宝力格苏木诺干诺尔嘎查西南约5千米的一个内流湖，湖面海拔843米，湖长2.2千米，最大湖宽1.3千米，平均湖宽1.1千米，面积5.0平方千米。该湖为咸水湖。超伊钦源於藏語吹仲，在蒙古语中作為人名使用，查干淖日的意思为白湖。
超伊钦查干淖日在2020年10月新巴尔虎左旗政府发布的《新巴尔虎左旗河湖管理范围划定公告及示意图》中称为“阿拉坦水库”，管理范围边界线全长31.8689千米，管理范围面积为22.77平方千米。
湖泊西邻202省道，湖区现已被开发为诺干湖景区。